# Siwiańskie Turnie
Siwiańskie Turnie – grupa skalnych iglic w północnej grani Wołowca w Tatrach Zachodnich, zlokalizowana pomiędzy Małą Furkaską a przełęczą Brama Orawska. Zamykają one po orograficznie lewej stronie wylot Doliny Chochołowskiej. Znajdują się nieco powyżej górnego końca polany Molkówka, już na obszarze Tatrzańskiego Parku Narodowego. Wejście na nie z polany Molkówka jest bardzo łatwe, natomiast do koryta Potoku Chochołowskiego opadają pionowymi ścianami. Znajdują się na nich bardzo trudne drogi wspinaczkowe, wspinaczka jednak jest zakazana. Wznoszą się na wysokość ok. 100 m powyżej dna doliny, a ich wierzchołki mają wysokość 1065 m n.p.m. Grzbietem ok. 100 m dalej na zachód biegnie granica polsko-słowacka. Grzbietem tym przebiega również Wielki Europejski Dział Wodny między zlewnią Morza Czarnego i Bałtyku.

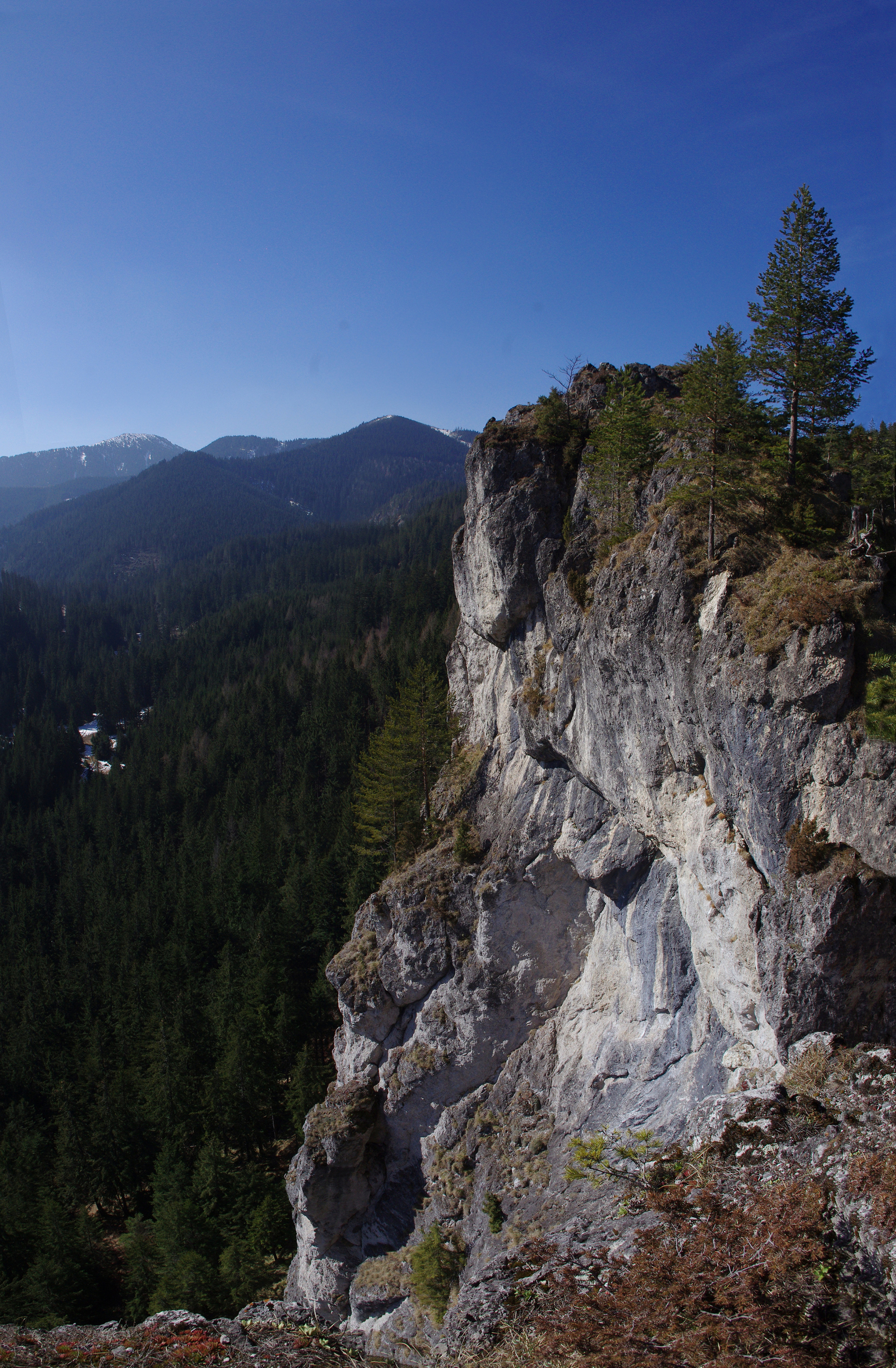

Siwiańskie Turnie zbudowane są z masywnych dolomitów z okresu triasu, u podnóży znajdują się stożki piargowe. Ciekawa flora. Znajduje się tu największe w polskich Tatrach skupisko sosny zwyczajnej, w okolicy dominują jednak jak w całych Tatrach lasy świerkowe. Występują także rzadkie w Polsce gatunki – sosna drzewokosa (stanowisko naturalne), dwulistnik muszy oraz rzadka w polskich Karpatach mącznica lekarska. Dawniej rósł również storzan bezlistny, ale wyginął.
Pod ścianami Siwiańskich Turni, w pobliżu Potoku Chochołowskiego, znajdują się jaskinie: Siwiańska Dziura, Siwiańska Nyża i Siwiański Schron.

## Nazwa
Ciekawa jest sprawa nazewnictwa. W dokumencie z 1706 r. wymienione są pod nazwą Siwa Skała. W 1901 r. Towarzystwo Tatrzańskie nadało im nazwy Turni Jana Kantego Andrusikiewicza dla uczczenia pamięci jednego z organizatorów powstania chochołowskiego. Później jednak uznano za niewłaściwe nadawanie skałom i turniom nazw pochodzących od nazwisk i pozostała nazwa pochodząca od pobliskiej Siwej Polany.